# Mia Ordeig
Josep Maria Ordeig (Vich, 6 de marzo de 1981), también conocido como Mia Ordeig, es un exjugador español de hockey patines. Es el hijo del también jugador y entrenador Catxo Ordeig.
Debutó en el club de su ciudad natal, el CP Vic en 1998 y permaneció en el club ocho temporadas. En la temporada 2006/07 fichó por el FC Barcelona. Después de siete temporadas en el FC Barcelona , el verano de 2013 decidió volver al club en el que se formó, el CP Vic. En noviembre de 2018 fichó por el Club Patí Voltregà, club en el que militó en su etapa formativa y en el que colgó los patines en mayo de 2020.
Ocupa la demarcación de defensa y ha sido internacional absoluto con España.

## Palmarés

### CP Vic
- 2 Copa del Rey (1999 / 2015)
- 1 Copa de la CERS (2000/01)
- 1 Copa Intercontinental (2017)

### FC Barcelona
- 5 OK Ligas / Ligas de España (2006/07, 2007/08, 2008/09, 2009/10, 2011/12)
- 3 Copas de Europa (2006/07, 2007/08, 2009/10)
- 3 Copa del Rey (2006/07, 2010/11, 2011/12)
- 3 Copas Continentales (2006/07, 2007/08, 2009/10)
- 4 Supercopas de España (2007/08, 2008/09, 2011/12, 2012/13)
- 1 Copa Intercontinental (2008/09)

### Selección española
- 4 Campeonatos del Mundo (2005, 2007, 2009, 2011)
- 4 Campeonatos de Europa (2004, 2006, 2008, 2010)
- 2 Copa de las Naciones (2005, 2007)